# Alexander Ogando
Alexander Ogando (ur. 3 maja 2000 w San Juan de la Maguana) – dominikański lekkoatleta specjalizujący się w biegach sprinterskich.
W 2021 zdobył złoty medal w biegu na 200 metrów podczas młodzieżowych mistrzostw Ameryki Środkowej, Północnej i Karaibów. W tym samym roku zdobył wicemistrzostwo olimpijskie w sztafecie 4 × 400 metrów.
W 2022 sięgnął po dwa złota i srebro czempionatu ibero-amerykańskiego oraz zdobył złoto mistrzostw świata w Eugene w sztafecie mieszanej.
Złoty medalista mistrzostw Dominikany.

## Osiągnięcia
| Rok  | Impreza                               | Miejsce      | Konkurencja             | Lokata     | Wynik           |
| ---- | ------------------------------------- | ------------ | ----------------------- | ---------- | --------------- |
| 2021 | Młodzieżowe mistrzostwa NACAC         | San José     | bieg na 200 metrów      | 1. miejsce | 20,59           |
| 2021 | Igrzyska olimpijskie                  | Tokio        | sztafeta mieszana       | 2. miejsce | 3:10,21         |
| 2022 | Mistrzostwa ibero-amerykańskie        | La Nucia     | bieg na 200 metrów      | 1. miejsce | 20,27           |
| 2022 | Mistrzostwa ibero-amerykańskie        | La Nucia     | sztafeta 4 × 100 metrów | 2. miejsce | 39,19           |
| 2022 | Mistrzostwa ibero-amerykańskie        | La Nucia     | sztafeta 4 × 400 metrów | 1. miejsce | 3:00,98         |
| 2022 | Mistrzostwa świata                    | Eugene       | sztafeta mieszana       | 1. miejsce | 3:09,82         |
| 2023 | Igrzyska Ameryki Środkowej i Karaibów | San Salvador | bieg na 200 metrów      | 1. miejsce | 19,99           |
| 2023 | Mistrzostwa świata                    | Budapeszt    | bieg na 200 metrów      | 7. miejsce | 20,23           |
| 2024 | World Athletics Relays                | Nassau       | sztafeta mieszana       | 5. miejsce | 3:16,88 (elim.) |
| 2024 | Igrzyska olimpijskie                  | Paryż        | bieg na 200 metrów      | 5. miejsce | 20,02           |
| 2024 | Igrzyska olimpijskie                  | Paryż        | bieg na 400 metrów      | repasaże   | DNS             |

## Rekordy życiowe
- bieg na 100 metrów – 10,09 (2022) rekord Dominikany
- bieg na 200 metrów – 19,86 (2024, 2025) rekord Dominikany
- bieg na 400 metrów – 44,68 (2022)

15 lipca 2022 w Eugene dominikańska sztafeta mieszana 4 × 400 metrów z Ogando na trzeciej zmianie wynikiem 3:09,82 ustanowiła aktualny rekord Azji na tym dystansie.